# L'Or de Cajamalca
 (janvier 2015).
Si vous disposez d'ouvrages ou d'articles de référence ou si vous connaissez des sites web de qualité traitant du thème abordé ici, merci de compléter l'article en donnant les références utiles à sa vérifiabilité et en les liant à la section « Notes et références ».

L'Or de Cajamalca (titre original : Das Gold von Caxamalca) est un roman de Jakob Wassermann paru en 1928, puis traduit en français et publié en 1989.

## Résumé
En 1532, Francisco Pizarro envahit Cajamalca, au Pérou, avec trois cents chevaliers. Une armée inca est basée à côté. Deux hommes vont inviter l'Inca Atahualpa. Mais les espagnols trahiront ce dernier et l'enfermeront. L'Inca observera ainsi l'étrange passion des soldats pour l'or et décidera de leur offrir une salle entière remplie d'or. Mais la visite du général des armées de Atahualpa permettra à Pizarro d'avoir un moyen pour faire exécuter l'inca. Ce dernier finira par être condamné à mort, mourant ainsi face au soleil, après avoir réalisé le repas funèbre avec ses ancêtres.